# Berni Rodríguez
Pour les articles homonymes, voir Rodríguez.
Berni Rodríguez, né le 17 juin 1980 à Malaga, est un joueur espagnol de basket-ball.
Capitaine de son club de toujours, Unicaja Málaga, il fait partie de la génération des ninõs de oro qui devient championne du monde junior en 1999. Cette génération confirme son titre chez les séniors lors du mondial 2006 au Japon, et ce malgré la blessure de leur grande vedette Pau Gasol en demi-finale qui le prive de la finale face aux Grecs, finale très largement et rapidement dominée par les Espagnols.

## Club
- Unicaja Málaga

## Palmarès
- Coupe Korać 2001
- Finaliste de la Coupe Korać 2000
- Liga ACB : 2006
- Finaliste de la Liga ACB : 2002
- Coupe du Roi : 2005

### Sélection nationale
Jeux olympiques
- Médaille d'argent des Jeux olympiques de 2008 à Pékin

Championnat du monde
- Médaille d'or du Championnat du monde 2006 au Japon

Championnat d'Europe
- Médaille d'argent du Championnat d'Europe 2007 en Espagne

autres
- Championnat du monde junior 1999